# Lawrence Lessig
Lawrence Lessig (ur. 3 czerwca 1961 w Rapid City) – amerykański profesor nauk prawnych i działacz społeczny. Zyskał sławę jako zwolennik reformy systemu praw autorskich na rzecz większej jego otwartości i zagwarantowania większych swobód użytkownikom utworów. 
Obecnie jest dyrektorem Edmond J. Safra Foundation Center for Ethics na Uniwersytecie Harvarda oraz profesorem prawa w Harvard Law School. Uprzednio pracował jako profesor prawa w Stanford Law School, był też założycielem Center for Internet and Society (Centrum Badania Internetu i Społeczeństwa) na Uniwersytecie Stanforda. Lessig jest założycielem i uprzednim przewodniczącym, a obecnie członkiem rady dyrektorów amerykańskiej organizacji Creative Commons. Lessig jest również założycielem oddolnej inicjatywy Rootstrikers, której celem jest walka z korupcją polityczną w Stanach Zjednoczonych.
Przed rozpoczęciem kariery jako specjalista od systemu własności intelektualnej Lessig specjalizował się w prawie konstytucyjnym państw postkomunistycznych.
Uczęszczał do Wharton School of Business, Trinity College na Uniwersytecie w Cambridge i Law School Uniwersytetu Yale. Wcześniej wykładał w University of Chicago Law School.

## Publikacje
Zagadnienia praw autorskich i ich ograniczający wpływ na kreatywność omawia w publikacji Wolna kultura (Free Culture), dostępnej również w sieci na zasadach licencji Creative Commons (Attribution-Non Commercial). Książka została przełożona na język polski w ramach zbiorowego projektu, w którym wykorzystano mechanizmy Wiki.
- Code and Other Laws of Cyberspace (2000)
- The Future of Ideas (2001)
- Wolna Kultura (2004, Free Culture)
- Code: Version 2.0 (2006)
- Remiks. Aby sztuka i biznes rozkwitały w hybrydowej gospodarce (2008, Remix: Making Art and Commerce Thrive in the Hybrid Economy) 2009
- Republic, Lost: How Money Corrupts Congress--and a Plan to Stop It (2011)
- One Way Forward: The Outsider's Guide to Fixing the Republic (2012)